# Norbert Nigbur
Norbert Nigbur (Gelsenkirchen, 8 de maio de 1948) é um ex-futebolista alemão que atuava como goleiro.

## Carreira
Norbert Nigbur fez parte do elenco campeão da Seleção Alemã de Futebol, na Copa do Mundo de 1974. 

## Títulos
- Copa do Mundo de 1974